# فرناندا كاناليس
فرناندا كاناليس (بالإسبانية: Fernanda Canales)‏ هي مهندسة معمارية مكسيكية، ولدت في 1974 في مدينة مكسيكو في المكسيك.